# 29.º Troféu HQ Mix
O 29.º Troféu HQ Mix foi um evento organizado pela ACB e pelo IMAG com o propósito de premiar as melhores publicações brasileiras de quadrinhos de 2016 em diferentes categorias. A premiação foi baseada em votação realizada entre desenhistas, roteiristas, professores, editores, pesquisadores e jornalistas ligado à área de quadrinhos no Brasil. O troféu (que homenageia um autor diferente a cada ano) representou os personagens da série Chopnics, do cartunista Jaguar.
Nesta edição do prêmio, o processo de seleção dos finalistas, que já havia sofrido uma alteração no ano anterior, mudou mais uma vez. A participação no evento passou a ser através de inscrição feita por editoras, autores e produtores de quadrinhos, que deveriam selecionar até duas categorias para inscrição das obras (além de eventos e exposições, que possuem categorias específicas), pagando uma taxa simbólica para cada obra inscrita. A inscrição de autores ocorria automaticamente a partir da inscrição da obra (assim que uma obra era inscrita, os desenhistas, roteiristas, coloristas e/ou artefinalistas eram também considerados inscritos em suas respectivas categorias, sem necessidade de uma nova taxa). No ato da inscrição, também foi necessário o envio de um link com o PDF da obra (no caso das que não possuíam versão digital) para avaliação dos jurados, que selecionaram os dez finalistas de cada categoria.
Os indicados da primeira fase foram divulgados no dia 17 de julho no site oficial do Troféu HQ Mix, tendo sido escolhidos pela comissão julgadora, composta por Audaci Junior, Benedito Nicolau, Daniela Rangel Baptista (coordenadora), José Alberto Lovetro, Marcelo Naranjo, Michelle Ramos, Samir Naliato, Silvio Alexandre, Sonia Maria Bibe Luyten e Will. A votação da segunda fase (pela internet, com a participação dos profissionais da área) ocorreu durante a segunda quinzena de julho e a divulgação dos vencedores foi feita em agosto. A comissão julgadora também foi responsável pela escolha dos vencedores das categorias sem votação aberta, com exceção das categorias acadêmicas, que possuem comissão própria, formada por Cris Merlo, Nobu Chinen, Sonia Bibe Luyten (coordenadora) e Waldomiro Vergueiro.
A cerimônia de entrega de troféus foi realizado no dia 17 de setembro de 2017 na Choperia do SESC Pompeia, em São Paulo, com apresentação de Serginho Groisman e participação do DJ MZK e do Super Quarteto Barutti.

## Prêmios
| Categoria                              | Vencedor(es) | Outros indicados |
| -------------------------------------- | --- | --- |
| Adaptação para os quadrinhos           | Sharaz-de - Contos de As Mil e Uma Noites - Volume 1 Sergio Toppi / editora Figura                                                                                 | - Crime e Castigo - graphic novel (L&PM) - Da Loucura dos Homens - tragicomédia de uma vida sem sentido (eBooks Kindle) - Lucy In The Sky (Studio Magenta) - Macunaíma em Quadrinhos (Editora Peirópolis) - O Coração do Cão Negro (AVEC Editora) - Orgulho & Preconceito (Nemo) - Parker vol 2 - a organização (Devir Brasil) - Peregrino Mangá (Editora 100% Cristão) - Zé do Caixão (Jupati Books) |
| Arte-finalista nacional                | Omar Viñole Cadernos de Viagem, Yeshua Absoluto, Zé do Caixão | - Adriana Melo (Memórias do Mauricio) - Danilo Beyruth (Astronauta - Assimetria, Memórias do Mauricio) - Davi Calil (Uma Noite em L’Eenfer) - Eduardo Damasceno e Luís Felipe Garrocho (Bidu - Juntos) - Fabio Coala (Horo - o castelo da neblina) - George Schall (Hitomi) - Guilherme Petreca (Ye) - José Aguiar (Coisas de Adornar Paredes) - Mika Takahashi (Além dos Trilhos) |
| Colorista nacional                     | Cris Peter Astronauta - Assimetria e Memórias do Mauricio | - Adriana Melo (Memórias do Mauricio) - Bianca Pinheiro (Mônica - Força) - Davi Calil (Uma Noite em L’Enfer) - Débora Cyrino (A Lenda de Bóia) - Eduardo Damasceno e Luís Felipe Garrocho (Bidu - Juntos) - George Chall (Hitomi) - Marcel Bartholo (Insubstituível) - Mario Cau (Terapia) - Omar Viñole (Cadernos de Viagem) |
| Desenhista nacional                    | Guilherme Petreca Ye | - Adriana Melo (Memórias do Mauricio) - Bianca Pinheiro (Mônica - Força) - Danilo Beyruth (Astronauta - Assimetria) - Eduardo Damasceno e Luís Felipe Garrocho (Bidu - Juntos) - Eduardo Ferigato (Opala 76) - George Schall (Hitomi) - Gustavo Duarte (Não Acredite em Gnomos, Bizarro) - José Aguiar (Coisas de Adornar Paredes) - Laudo Ferreira (Cadernos de Viagem, Yeshua Absoluto, Zé do Caixão) |
| Destaque Internacional                 | Marcelo Quintanilha | Eleito pela comissão e pelo júri especial |
| Dissertação de Mestrado                | Tudo o que o cidadão deve saber: As Cartilhas e o Processo Civilizador Miguel Geraldo Mendes Reis / Pontifícia Universidade Católica do Rio de Janeiro             | Eleito pela comissão e pelo júri especial |
| Edição especial estrangeira            | The Ghost in the Shell Masamune Shirow / Editora JBC | - A Gigantesca Barba do Mal (Nemo) - Hip Hop Genealogia (Veneta) - Nimona (Intrínseca) - O Soldador Subaquático (Mino) - Parker Vol 2 - a organização (Devir Brasil) - Ruínas (Jupati) - Saga Volume 3 (Devi Brasil) - Sopa de Lágrimas (Veneta) - Veroes Felizes 1 - rumo ao sul (SESI-SP Editora) |
| Edição especial nacional               | Yeshuah - Absoluto Laudo Ferreira / editora Devir | - A Lei de Murphy (Jupati) - Antologia HQ - Projeto HQ Ceará (Edições Demócrito Rocha – EDR) - Bidu - Juntos (Panini) - Bulldogma (Veneta) - Coisas de Adornar Paredes (Quadrinhofilia) - Hitomi (balão editorial) - Mônica - Força (Panini) - Uma Noite em L’Enfer (Mino) - Você é Um Babaca, Bernardo (Mino) |
| Editora do ano                         | SESI-SP Editora | - AVEC Editora - Devir Brasil - Editora JBC - Editora Mino - Editora Nemo - Editora Veneta - Jambô Editora - Panini - Quadrinhos na Cia |
| Evento                                 | 3.ª Comic Con Experience São Paulo | - Bienal de Quadrinhos de Curitiba - Fanzinada - Feira Miolo(s) - Maltão – Encontro de Ilustradores - Ocupação Glauco - evento - Santos Comic Expo 2016 - Semana Internacional de Quadrinhos na UFRJ - SIQ - Troféu Angelo Agostini - Virada Nerd & Dia do Quadrinho Grátis |
| Exposição                              | Ocupação Glauco Espaço Itaú Cultural | Eleito pela comissão e pelo júri especial |
| Grande contribuição                    | HQ - Edição Especial HBO | Eleito pela comissão e pelo júri especial |
| Grande contribuição                    | Curso Básico de Histórias em Quadrinhos – Modalidade EAD HQ Ceará                                                                                                  | Eleito pela comissão e pelo júri especial |
| Grande homenagem                       | 10 anos do Guia dos Quadrinhos | Eleito pela comissão e pelo júri especial |
| Grande mestre                          | Luiz Saidenberg | Eleito pela comissão e pelo júri especial |
| Livro teórico                          | 1973, Quando Tudo Começou! - História do 1.º Salão Brasileiro de Humor e Quadrinhos vários autores / independente                                                  | - Como Escrever Histórias (independente) - Curso Básico de Histórias em Quadrinhos - Modalidade EAD (Fundação Demócrito Rocha) - Flerte da Mulher Barbada (Veneta) - Mago das Palavras - a vida extraordinária de Alan Moore (Marsupial) - Mangás - estética bidimensional e deslocamentos culturais (Intermeios) - Mestres Modernos vol 4 - Walter Simonson (Marsupial) - Mestres Modernos vol 6 - Arthur Adams (Marsupial) - Os Dois Lados da Guerra Civil - análise histórica e filosófica do maior conflito entre super-heróis (Editora Criativo) - Vestindo Ainda Mais a Bandeira dos EUA - o Capitão América pós atentado de 11 de setembro (Paco Editorial) |
| Novo talento (desenhista)              | Mika Takahashi Além dos Trilhos | - Arabson Assis (A Terrível Elizabeth Dumn Contra os Diabos de Terno) - Glauber Lopes (Louis de Dampierre) - Israel Maia (Lucy In The Sky) - Ligia Zanella (Melissa em Ellipsia) - Mary Cagnin (Black Silence) - Olavo Costa (Paraíba) - Renata Rinaldi (D.A.D.A.) - Thiago Moraes Martins (A Sereia de Mongaguá) - Wagner Willian (Bulldogma) |
| Novo talento (roteirista)              | Wagner Willian Bulldogma | - A. Z. Cordenosi (Le Chevalier: arquivos secretos) - Cesar Alcazar (Cão Negro) - Felipe Castilho (Savana de Pedra) - Gabriel Mourão (Paraíba) - Marcio R. Gotland (Greg - o contador de histórias) - Mary Cagnin (Black Silence) - Ricardo Hirsch (Hitomi) - Robson Cavalcante (Os Suicídios de Oliver O) - Sirlene Barbosa e João Pinheiro (Carolina) |
| Produção para outras linguagens        | Cena HQ - A Infância do Brasil | Eleito pela comissão e pelo júri especial |
| Projeto editorial                      | A Liga Extraordinária - Dossiê Negro - Edição de Luxo Limitada Alan Moore e Kevin O'Neill / editora Devir                                                          | - Além dos Trilhos (Pingado-Préss) - Bulldogma (Veneta) - Catálogo FIQ 2015 (FIQ) - Coisas de Adornar Paredes (Quadrinhofilia) - FIQ Jovem - Turma de 2016 (FIQ) - Front - 15 anos, uma história (Via Lettera/Instituto HQ) - Memórias do Mauricio (Panini) - Modelo Vivo (Boitempo) - The Ghost in the Shell (JBC) |
| Publicação de aventura/terror/fantasia | Astronauta - Assimetria Danilo Beyruth / editora Panini | - A Terrível Elisabeth Dumn Contra os Diabos de Terno (Instituto HQ) - Condenados (Editora 42) - Matadouro de Unicórnios (Veneta) - Não Acreditem em Gnomos (independente) - O Esqueleto - o museu esquecido (Zarabatana) - O Soldador Subaquático (Mino) - Spirou - a mulher leopardo (SESI-SP Editora) - Uma Noite em L’Enfer (Mino) - Ye (Veneta) |
| Publicação de clássico                 | Sharaz-de - Contos de As Mil e Uma Noites - Volume 1 Sergio Toppi / editora Figura                                                                                 | - 4 Aventuras de Spirou e Fantásio (SESI-SP Editora) - Blade - a lâmina do imortal 2 (JBC) - Elektra Assassina (Panini) - Lobo Solitário (Panini) - Os Últimos Dias de Pompeo (Veneta) - Peanuts Completo - 1956-1966 vol 8 (L&PM) - Príncipe Valente nos Tempos do Rei Arthur (Pixel) - Sopa de Lágrimas (Veneta) - Zé do Caixão (Jupati Books) |
| Publicação de humor                    | A Última Bailarina Contra-Ataca Guilherme de Sousa / editora Korja dos Quadrinhos                                                                                  | - (SIC) - É... olhando assim, faz sentido (SESI-SP Editora) - Fungos (Mino) - Ossostortos (SESI-SP Editora) - Placas Tectônicas (Nemo) - Profissão Super-herói (independente) - Sai de mim, mimimi! (SESI-SP Editora) - Trolls de Troy vol 1 - histórias trolladas (Jupati) - Uma Morte Horrível (Nemo) - Vida no Inferno (Veneta) |
| Publicação de tira                     | Quadrinhos dos Anos 10 André Dahmer / editora Quadrinhos na Cia | - As Filosofias de Recreio de Paulo e Wes (independente) - Baleia 3 (independente) - Grump - um dia eu chego lá! (SESI-SP Editora) - Ossostortos (SESI-SP Editora) - Quadrinhos Insones (Editora Mino) - Rabiscos Acolá - cartuns, tirinhas e outras coisas (independente) - Sai de Mim, Mimimi! (SESI-SP Editora) - SIC - sim, eu posso ver... eu acho (SESI-SP Editora) - Viva Intensamente (independente) |
| Publicação em minissérie               | Quack - Volume 3 Kaji Pato / editora Draco | - Anohana 03 (JBC) - Crônicas de um Mundo Novo (Vox Mortis Comics) - Eclesiástico Mangá (Editora 100% Cristã) - Eden - It's An Endless World 09 (JBC) - Greg - o contador de histórias Criativo Editora) - Minissérie - Guerras Secretas (Panini) - Orange 05 (JBC) - Parasyte 10 (JBC) - Pátria Armada 03 (Instituto HQ) |
| Publicação independente de autor       | Opala 76 Eduardo Ferigato | - A Última Bailarina Contra-ataca - Arroz - Black Silence - Blitzkrieg - Castanha do Pará - Folklóricas 01 - Y-Iara Caapora Irumo - Horo - o castelo da neblina - Mayara & Annabelle vol 3 - Os Suicídios de Oliver O |
| Publicação independente de grupo       | São Paulo dos Mortos - Volume 3 Daniel Esteves e vários desenhistas                                                                                                | - As Aventuras do Capitão Gralha - Café Espacial 16 - Clássicos Revisitados vol 4 - história & sci-fi - Cosmogonias - Escape Para o Perigo 1 - Gibi Quântico 02 - HQue? volumes - Selva - a gazeta gráfica - Visualizando Citações vol 02 |
| Publicação independente edição única   | The Hype Marcel Ibaldo e Max Andrade | - Arroz - Exe - esplendo x efêmero - Mãe, Eu Quero Um Apocalipse Zumbi! - Morte Branca - Não Acredite em Gnomos - O Cão e a Mão do Coração - Páginas em Branco - Se Meu Cão Falasse Tudo Seria Poesia - Tinta Fresca - destino traçado |
| Publicação infantil                    | O Roubo do Marsupilami Franquin / editora SESI-SP | - As Aventuras Coloniais de Mineirão e Zé Bonfim (SESI-SP Editora) - Beabá (GAS – Grupo de Artes Sequenciais) - Boa Noite, Maria! (Estação Gráfica) - Craftando (Nemo) - Eloiza Aterroriza (SESI-SP Editora) - Mônica #19 (Panini) - O Garoto Vivo (SESI-SP Editora) - Quadrinhos Exemplares (SESI-SP Editora) - Zootopia (Pixel) |
| Publicação juvenil                     | Mônica - Força Bianca Pinheiro / editora Panini | - Bido - Juntos (Panini) - Hitomi (Balão Editorial) - Horo - o castelo da neblina (independente) - Miss Marvel - questões mil (Panini) - O Segredo da Floresta (Panini) - Orange 05 (JBC) - Páginas em Branco (independente) - Turma da Mônica Jovem (Panini) - Valentine vol 1 (SESI-SP Editora) |
| Publicação mix                         | O Despertar de Cthulhu em Quadrinhos vários autores / editora Draco                                                                                                | - Antologia HQ - Projeto HQ Ceará (Edições Demócrito Rocha – EDR) - Catálogo FIQ 2015 (FIQ 2015) - Clássicos Revisitados vol 04 - história & sci-fi (Editora Quadrinhópole) - FIQ Jovem - turma de 2016 (FIQ) - Front - 15 anos, uma história (Via Lettera/Instituto HQ) - Henshin Mangá 02 (JBC) - Memórias do Mauricio (Panini) - Selva - a gazeta gráfica (independente) - Visualizando Citações vol 02 (independente) |
| Roteirista nacional                    | Laudo Ferreira Cadernos de Viagem, Yeshua Absoluto, Zé do Caixão                                                                                                   | - Alexanre S. Lourenço (Você é um Babaca, Bernardo) - Bianca Pinheiro (Mônica - Força) - Danilo Beyruth (Astronauta - Assimetria) - Eduardo Damasceno e Luís Felipe Garrocho (Bidu - Juntos) - Gabriel Mourão (Paraíba) - José Aguiar (Coisas de Adornar Paredes, A Infância do Brasil) - Davi Calil (Uma Noite em L’Enfer) - Milena Azevedo (Visualizando Citações 2, Haole) - Rafael Albuquerque, Rafael Scavone e Thedy Corrêa (O Segredo da Floresta) |
| Tese de Doutorado                      | Caricatas: Arte-Rostohumor-Experiência Camilo Riani / Universidade Estadual Paulista                                                                               | Eleito pela comissão e pelo júri especial |
| Trabalho de conclusão de curso         | Web Série Vozes e Traços O Novo Cenário Brasileiro de HQs Bruna Penilhas, Daniel Generalli, Juliana Frezarin e Lucas Alencar / Universidade Metodista de São Paulo | Eleito pela comissão e pelo júri especial |
| Web quadrinhos                         | As Empoderadas Germana Viana | - A Infância do Brasil (www.ainfanciadobrasil.com.br) - A Space Tale (www.aspacetale.com) - Entrequadros - uma pausa entre quadros da vida (entrequadros.wordpress.com) - eventos Intrigantes da Era da Ferrugem - livro 2 (eradaferrugem.com.br/parte-2/capitulo-1-2) - Isto Não é um Assassinato (istonaoeumassassino.myartsonline.com) - Komorebi (komorebicomic.tumblr.com/contato) - Terapia (petisco.org/terapia) - Vagabundos no Espaço - capítulo 1 (www.vagabundosnoespaco.com.br/2016/09/capitulo-1-zix.html) - Valkiria (petisco2.org/valkiria) |
| Web tiras                              | Linha do Trem Raphael Salimena | - A Vida com Logan (www.avidacomlogan.com.br) - Barba do Bardo (barbadobardo.com.br) - Depósito do Wes (www.depositodowes.com) - Gi & Kim, os bem casados (giekim.com) - Manifesto dos Quadrinhos (www.facebook.com/manifestodosquadrinhos) - Mentirinhas (mentirinhas.com.br) - Objetos Inanimados (www.facebook.com/objetosinanimadoscartoon) - Pombo Sujo! tirinhas de pombos e outros bichos sem juízo (www.pombosujo.com.br/pombo-sujo) - Will Tirando (www.willtirando.com.br) |